# Pachnocybe
Pachnocybe är ett släkte av svampar. Pachnocybe ingår i familjen Pachnocybaceae, ordningen Pachnocybales, klassen Pucciniomycetes, divisionen basidiesvampar och riket svampar.
| Pachnocybe | \| \| Pachnocybe ferruginea \| \| \| \| \| \| Pachnocybe albida \| \| \| \| |
|            | \| \| Pachnocybe ferruginea \| \| \| \| \| \| Pachnocybe albida \| \| \| \| |
|            | Pachnocybe ferruginea                                                       |
|            |                                                                             |
|            | Pachnocybe albida                                                           |
|            |                                                                             |

|  | Pachnocybe ferruginea |
|  |                       |
|  | Pachnocybe albida     |
|  |                       |